# Nati nel 1975/Novembre
| Questa pagina contiene informazioni ricavate automaticamente dalle voci biografiche con l'ausilio del template Bio e di un bot. L'aggiornamento è periodico e automatico e ricostruisce completamente la pagina. Se manca una persona in questa lista, sei pregato di non aggiungerla, ma accertati piuttosto che la sua voce biografica contenga il template Bio e che i dati anagrafici siano correttamente compilati. Se il template Bio manca, inseriscilo tu stesso o, in alternativa, metti l'avviso {{tmp\|Bio}} che ne segnala la mancanza. Se i dati riportati sono sbagliati, correggi direttamente la voce biografica; le modifiche saranno visibili in questa lista entro pochi giorni. Per chiarimenti vedi il progetto biografie. La lista contiene solo le 302 persone che sono citate nell'enciclopedia e per le quali è stato implementato correttamente il template Bio. Pagina aggiornata al 18 ago 2025. |

- 1º novembre - Azrul Amri Burhan, ex calciatore e ex giocatore di calcio a 5 malese
- 1º novembre - Bo Bice, cantante e musicista statunitense
- 1º novembre - Herbert Bicker, ex calciatore liechtensteinese
- 1º novembre - Wayne Corden, ex calciatore inglese
- 1º novembre - Roberto Dueñas, ex cestista spagnolo
- 1º novembre - Manuel Ferrara, attore pornografico francese
- 1º novembre - Łukasz Kruczek, saltatore con gli sci polacco
- 1º novembre - Lucky McKee, regista, sceneggiatore e attore statunitense
- 1º novembre - Natal'ja Paderina, tiratrice a segno russa
- 1º novembre - Ola Rosling, statistico svedese
- 1º novembre - Marco Réa, artista italiano
- 1º novembre - Orlando Santiago, ex cestista portoricano
- 1º novembre - Ken Silverman, informatico statunitense
- 1º novembre - Kirill Sosunov, ex lunghista e bobbista russo
- 1º novembre - Edmar Victoriano, ex cestista angolano
- 1º novembre - Erben Wennemars, pattinatore di velocità su ghiaccio olandese
- 2 novembre - Andrés Baiz, regista colombiano
- 2 novembre - Danny Cooksey, attore e cantante statunitense
- 2 novembre - David Sirota, giornalista, editore e scrittore statunitense
- 2 novembre - Tommaso Mecarozzi, giornalista e telecronista sportivo italiano
- 2 novembre - Aika Miura, attrice pornografica e modella giapponese
- 2 novembre - Stéphane Sarrazin, pilota automobilistico francese
- 2 novembre - Naomi Wakabayashi, doppiatrice giapponese
- 2 novembre - Chris Walla, cantautore, chitarrista e produttore discografico statunitense
- 2 novembre - Ófeigur Sigurðsson, scrittore e poeta islandese
- 3 novembre - Demetrius Alexander, ex cestista statunitense
- 3 novembre - Gabriele Balducci, dirigente sportivo e ex ciclista su strada italiano
- 3 novembre - Carlotta, cantante italiana
- 3 novembre - Alexander De Croo, politico e imprenditore belga
- 3 novembre - Marta Domínguez, ex mezzofondista e siepista spagnola
- 3 novembre - Grischa Niermann, dirigente sportivo e ex ciclista su strada tedesco
- 3 novembre - Branislav Rzeszoto, ex calciatore slovacco
- 3 novembre - Darren Sharper, ex giocatore di football americano statunitense
- 4 novembre - Gabriel Bordi, ex calciatore argentino
- 4 novembre - Ignacio Castillo, allenatore di calcio e ex calciatore argentino
- 4 novembre - Warren Christie, attore britannico
- 4 novembre - Tat'jana Goldobina, ex tiratrice a segno russa
- 4 novembre - Goran D. Kleut, attore australiano
- 4 novembre - Yoann Le Boulanger, ex ciclista su strada francese
- 4 novembre - Emanuele Loperfido, politico italiano
- 4 novembre - Orlando Pace, ex giocatore di football americano statunitense
- 4 novembre - Heather Tom, attrice statunitense
- 4 novembre - Lorenzen Wright, cestista statunitense († 2010)
- 5 novembre - Angela Đelmiš, ex cestista serba
- 5 novembre - Moreno Di Biase, ex ciclista su strada italiano
- 5 novembre - Giorgi Gakhokidze, ex calciatore georgiano
- 5 novembre - Francisco Tomás García, ex ciclista su strada spagnolo
- 5 novembre - David Gibson, ex giocatore di football americano statunitense
- 5 novembre - Velvet, cantante svedese
- 5 novembre - Ryszard Pilarczyk, ex velocista polacco
- 5 novembre - Julie Pullin, ex tennista britannica
- 5 novembre - Lisa Scott-Lee, cantante britannica
- 5 novembre - Keala Settle, attrice e cantante statunitense
- 5 novembre - Trecia Smith, triplista giamaicana
- 5 novembre - Anatoli Zourpenko, cestista russo († 2022)
- 6 novembre - Christian Cimarelli, allenatore di calcio e ex calciatore italiano
- 6 novembre - Pollyanna Johns, ex cestista bahamense
- 6 novembre - Matthieu Lièvremont, rugbista a 15 francese
- 7 novembre - Marzouq Al-Otaibi, ex calciatore saudita
- 7 novembre - Tsuki Amano, cantautrice e disegnatrice giapponese
- 7 novembre - Diana Amft, attrice tedesca
- 7 novembre - Morgan Luttrell, politico statunitense
- 7 novembre - Raphaël, cantante francese
- 7 novembre - Rodrigo Stalteri, ex calciatore argentino
- 8 novembre - Ángel Corella, ex ballerino e direttore artistico spagnolo
- 8 novembre - Brevin Knight, ex cestista statunitense
- 8 novembre - José Manuel Pinto, ex calciatore spagnolo
- 8 novembre - Nicola Pisaniello, tenore italiano
- 8 novembre - Tara Reid, attrice, personaggio televisivo e produttrice cinematografica statunitense
- 8 novembre - Gioia Spaziani, attrice italiana
- 8 novembre - Alena Vašková, ex tennista ceca
- 8 novembre - Tim Walter, allenatore di calcio e ex calciatore tedesco
- 9 novembre - Olivier De Cock, allenatore di calcio e ex calciatore belga
- 9 novembre - Raphaël Enthoven, scrittore, saggista e filosofo francese
- 9 novembre - Anke Kortemeier, attrice e doppiatrice tedesca
- 9 novembre - Daniela Scalia, giornalista e conduttrice televisiva italiana
- 9 novembre - Ryoko Uno, ex calciatrice giapponese
- 9 novembre - Zhang Yuehong, ex pallavolista cinese
- 10 novembre - Mike Baldinger, pilota motociclistico tedesco
- 10 novembre - Derrick Baskin, attore statunitense
- 10 novembre - Fernando González Molina, regista e sceneggiatore spagnolo
- 10 novembre - Jonas Jonsson, ex calciatore svedese
- 10 novembre - Takanobu Jūmonji, ex pistard giapponese
- 10 novembre - Tina Kandelaki, conduttrice televisiva, giornalista e produttrice televisiva russa
- 10 novembre - Steeve Laffont, chitarrista francese
- 10 novembre - Carlos Morris, cestista venezuelano († 2015)
- 10 novembre - Markko Märtin, pilota di rally estone
- 10 novembre - Polly Paulusma, cantautrice e musicista britannica
- 10 novembre - Halina Reijn, attrice e regista olandese
- 10 novembre - Clinton Schifcofske, ex rugbista a 13 australiano
- 10 novembre - Bertalan Tóth, politico e avvocato ungherese
- 11 novembre - Angélica Vale, attrice e cantante messicana
- 11 novembre - Arianna, cantante e attrice teatrale italiana
- 11 novembre - Jenny Cooper, attrice canadese
- 11 novembre - Gláucio, ex calciatore brasiliano
- 11 novembre - Peter Olofsson, ex calciatore svedese
- 11 novembre - Bastian Reinhardt, ex calciatore tedesco
- 11 novembre - Gregory Wiseman, astronauta statunitense
- 11 novembre - Daisuke Ōhata, ex rugbista a 15 giapponese
- 12 novembre - Guy Branum, attore, comico e sceneggiatore statunitense
- 12 novembre - Jason Lezak, ex nuotatore statunitense
- 12 novembre - Edvin Murati, ex calciatore albanese
- 12 novembre - Andrae Patterson, ex cestista e allenatore di pallacanestro statunitense
- 12 novembre - Exia Shelford, rugbista a 15 e allenatrice di rugby a 15 neozelandese
- 12 novembre - Dario Šimić, dirigente sportivo e ex calciatore croato
- 12 novembre - Alvin Young, ex cestista statunitense
- 13 novembre - Michel, beatmaker, produttore discografico e disc jockey svizzero
- 13 novembre - Martin Calvert, giocatore di calcio a 5 australiano
- 13 novembre - Tom Compernolle, mezzofondista belga († 2008)
- 13 novembre - Alain Digbeu, ex cestista e allenatore di pallacanestro francese
- 13 novembre - Ivica Dragutinović, ex calciatore serbo
- 13 novembre - Arno Frisch, attore austriaco
- 13 novembre - Rasmus Henning, triatleta danese
- 13 novembre - Aisha Hinds, attrice statunitense
- 13 novembre - Diana Iovanovici Șoșoacă, avvocato e politica rumena
- 13 novembre - Marija Petrova, ginnasta bulgara
- 13 novembre - Sarah Pitkowski-Malcor, ex tennista francese
- 13 novembre - Quim, allenatore di calcio e ex calciatore portoghese
- 13 novembre - Emiliano Ragno, doppiatore, attore e direttore del doppiaggio italiano
- 13 novembre - Vlado Šćepanović, dirigente sportivo, allenatore di pallacanestro e ex cestista montenegrino
- 13 novembre - Aaron Stecker, ex giocatore di football americano statunitense
- 14 novembre - Travis Barker, batterista, cantautore e produttore discografico statunitense
- 14 novembre - Nicolai Cleve Broch, attore norvegese
- 14 novembre - Frédéric Covili, ex sciatore alpino francese
- 14 novembre - Stephen Guarino, attore statunitense
- 14 novembre - Martin Hairer, matematico austriaco
- 14 novembre - Luizão, ex calciatore brasiliano
- 14 novembre - Nuno Marçal, ex cestista portoghese
- 14 novembre - Maria Mazza, showgirl, attrice e ex modella italiana
- 14 novembre - Mikki Moore, ex cestista statunitense
- 14 novembre - Gabriela Szabó, dirigente sportiva, politica e ex mezzofondista rumena
- 14 novembre - Andrea Vallascas, politico italiano
- 14 novembre - Gary Vaynerchuk, informatico e imprenditore statunitense
- 14 novembre - Dušan Vukčević, ex cestista serbo
- 14 novembre - Rosanna Walls, modella e attrice spagnola
- 15 novembre - Leonardo Graziano, doppiatore italiano
- 15 novembre - Ma Chengqing, ex cestista cinese
- 15 novembre - Eliomar Marcón, ex calciatore brasiliano
- 15 novembre - Diogo Matos, ex calciatore portoghese
- 15 novembre - Nikola Prkačin, ex cestista croato
- 15 novembre - Eifion Williams, ex calciatore gallese
- 15 novembre - Johan Petter Winsnes, ex calciatore norvegese
- 15 novembre - Boris Živković, ex calciatore croato
- 16 novembre - César Belli, ex calciatore brasiliano
- 16 novembre - Katia Benth, ex velocista francese
- 16 novembre - Dan Black, cantante britannico
- 16 novembre - David Leitch, stuntman, regista e attore statunitense
- 16 novembre - Tara Lynne O'Neill, attrice britannica
- 16 novembre - Yuki Uchida, attrice, cantante e modella giapponese
- 17 novembre - Alan Bissett, scrittore e drammaturgo scozzese
- 17 novembre - Marius Cihărean, ex sollevatore rumeno
- 17 novembre - Francesca Fogar, scrittrice, giornalista e conduttrice televisiva italiana
- 17 novembre - Immacolata Gentile, ex cestista italiana
- 17 novembre - Jerome James, ex cestista statunitense
- 17 novembre - Roland de Marigny, ex rugbista a 15 e allenatore di rugby a 15 sudafricano
- 17 novembre - Roshown McLeod, ex cestista e allenatore di pallacanestro statunitense
- 17 novembre - Damiano Michieletto, regista teatrale italiano
- 17 novembre - Diane Neal, attrice statunitense
- 17 novembre - Kaveh Rastegar, bassista e compositore statunitense
- 17 novembre - Zatox, disc jockey italiano
- 17 novembre - James Vanderbilt, sceneggiatore e produttore cinematografico statunitense
- 18 novembre - Ihor Bobovyč, ex calciatore ucraino
- 18 novembre - Raffaele Costantino, ex calciatore italiano
- 18 novembre - Patricio Graff, allenatore di calcio e ex calciatore argentino
- 18 novembre - Felipe Guréndez, ex calciatore spagnolo
- 18 novembre - Altin Lala, allenatore di calcio e ex calciatore albanese
- 18 novembre - Valentin Lupașcu, ex calciatore moldavo
- 18 novembre - Beatriz Mendoza, ex atleta paralimpica spagnola
- 18 novembre - Dirk Müller, pilota automobilistico tedesco
- 18 novembre - David Ortiz, ex giocatore di baseball dominicano
- 18 novembre - Reshma Saujani, avvocata, educatrice e politica statunitense
- 18 novembre - Raquel Sánchez Jiménez, politica spagnola
- 18 novembre - Carmen Țurlea, ex pallavolista rumena
- 18 novembre - Jason Williams, ex cestista statunitense
- 19 novembre - Toby Bailey, ex cestista statunitense
- 19 novembre - Anne Burghardt, teologa estone
- 19 novembre - Ricardo Garcia, dirigente sportivo e ex pallavolista brasiliano
- 19 novembre - Daniela Gattelli, ex pallavolista e ex giocatrice di beach volley italiana
- 19 novembre - Kristine Kristiansen, ex sciatrice alpina norvegese
- 19 novembre - Ezequiel Mosquera, ex ciclista su strada spagnolo
- 19 novembre - Victor Payne, ex cestista barbadiano
- 19 novembre - Monte Pittman, chitarrista statunitense
- 19 novembre - Rollergirl, cantante tedesca
- 19 novembre - Sushmita Sen, attrice e modella indiana
- 19 novembre - Jens Jacob Tychsen, attore, doppiatore e direttore del doppiaggio danese
- 20 novembre - Dierks Bentley, cantautore e musicista statunitense
- 20 novembre - Ryan Bowen, ex cestista e allenatore di pallacanestro statunitense
- 20 novembre - Sean Daugherty, ex cestista statunitense
- 20 novembre - Joshua Gomez, attore statunitense
- 20 novembre - Sébastien Hamel, ex calciatore francese
- 20 novembre - Davey Havok, cantante statunitense
- 20 novembre - Pavel Lukáš, ex calciatore ceco
- 20 novembre - Mengke Bateer, ex cestista e attore cinese
- 20 novembre - Dario Nardella, politico italiano
- 20 novembre - Nicolas Savinaud, ex calciatore francese
- 20 novembre - Fausto Scarpitti, allenatore di calcio a 5 e ex giocatore di calcio a 5 italiano
- 20 novembre - Marietta Tidei, politica italiana
- 20 novembre - Timea Vagvoelgyi, attrice pornografica ungherese
- 20 novembre - Martin Ševela, allenatore di calcio e ex calciatore slovacco
- 21 novembre - Bennett Davison, ex cestista statunitense
- 21 novembre - Oleg Lotov, ex calciatore kazako
- 21 novembre - Chris Moneymaker, giocatore di poker statunitense
- 21 novembre - Paolo Mozzini, ex calciatore italiano
- 21 novembre - Kensaku Omori, ex calciatore giapponese
- 21 novembre - Erlend Øye, cantautore e produttore discografico norvegese
- 21 novembre - Andrea Ruggieri, politico e editorialista italiano
- 21 novembre - Haim Silvas, allenatore di calcio e ex calciatore israeliano
- 21 novembre - Miles Simon, ex cestista e allenatore di pallacanestro statunitense
- 21 novembre - Jimmi Simpson, attore statunitense
- 21 novembre - Carlos Alberto Teixeira Mariano, ex calciatore portoghese
- 21 novembre - Heiko Vogel, allenatore di calcio, dirigente sportivo e ex calciatore tedesco
- 22 novembre - Aiko, cantante giapponese
- 22 novembre - Tariq Chihab, ex calciatore marocchino
- 22 novembre - Michael D. Cohen, attore canadese
- 22 novembre - Kristina Duvillard, ex sciatrice alpina francese
- 22 novembre - Charlie Griffiths, chitarrista britannico
- 22 novembre - Elisabetta Imelio, musicista e cantante italiana († 2020)
- 22 novembre - James Madio, attore statunitense
- 22 novembre - Yūsaku Maezawa, imprenditore e collezionista d'arte giapponese
- 22 novembre - Junko Minagawa, doppiatrice giapponese
- 22 novembre - Vincent Ongandzi, ex calciatore camerunese
- 22 novembre - Jukka Piekkanen, tuffatore finlandese
- 22 novembre - Angela Sandritter, attrice tedesca
- 22 novembre - Luis Santamaría, ex calciatore honduregno
- 22 novembre - Rodrigo Valenzuela, ex calciatore cileno
- 23 novembre - Francesco Albanese, attore e regista italiano
- 23 novembre - Cristian Ciocoiu, ex calciatore rumeno
- 23 novembre - Sándor Fülep, pentatleta ungherese
- 23 novembre - Nada Kawar, ex pesista e discobola giordana
- 23 novembre - Wiley Nickel, politico statunitense
- 23 novembre - Daniele Orsato, ex arbitro di calcio italiano
- 24 novembre - Roger Black, comico, doppiatore e sceneggiatore statunitense
- 24 novembre - Spasoje Bulajič, ex calciatore sloveno
- 24 novembre - Sander van Huijksloot, ex calciatore olandese
- 24 novembre - Kristina Koznick, ex sciatrice alpina statunitense
- 24 novembre - Meredith Patterson, attrice statunitense
- 24 novembre - Jiří Pospíšil, politico ceco
- 24 novembre - Guido Trentin, ex ciclista su strada italiano
- 25 novembre - Dyana Calub, ex nuotatrice australiana
- 25 novembre - Laughter Chilembe, ex calciatore zambiano
- 25 novembre - Aleksandar Čubrilo, ex cestista jugoslavo
- 25 novembre - Şeref Eroğlu, ex lottatore turco
- 25 novembre - Jiang Chengji, ex nuotatore cinese
- 25 novembre - Kazumi Kishi, ex calciatrice giapponese
- 25 novembre - Kristian Nairn, disc jockey e attore britannico
- 25 novembre - Federico Rizzo, regista e sceneggiatore italiano
- 25 novembre - Miloš Soboňa, ex calciatore slovacco
- 25 novembre - Michael Svensson, ex calciatore svedese
- 25 novembre - Tom Wilkens, ex nuotatore statunitense
- 25 novembre - Genadz Šutaŭ, bielorusso († 2020)
- 26 novembre - Ronaldo Angelim, ex calciatore brasiliano
- 26 novembre - Gerardo Bedoya, allenatore di calcio e ex calciatore colombiano
- 26 novembre - Robert Howard, triplista statunitense († 2004)
- 26 novembre - DJ Khaled, disc jockey, produttore discografico e personaggio televisivo statunitense
- 26 novembre - Patrice Lauzon, ex danzatore su ghiaccio canadese
- 26 novembre - Marinette Pichon, ex calciatrice francese
- 26 novembre - Vladislav Radimov, ex calciatore russo
- 26 novembre - Emanuele Rotondo, ex cestista e allenatore di pallacanestro italiano
- 26 novembre - Salvatore Sanzo, dirigente sportivo e ex schermidore italiano
- 26 novembre - Vadzim Skrypčanka, allenatore di calcio e ex calciatore bielorusso
- 26 novembre - Eszter Újvári, ex cestista ungherese
- 27 novembre - Jean-Christophe Angelini, politico francese
- 27 novembre - Andrian Candu, politico moldavo
- 27 novembre - Piero Castrataro, politico italiano
- 27 novembre - Nicola Formichella, politico e giornalista italiano
- 27 novembre - Martín Gramática, ex giocatore di football americano argentino
- 27 novembre - Nadine Malcolm, ex cestista giamaicana
- 27 novembre - Javier Muñoz, attore e cantante statunitense
- 27 novembre - Edita Pučinskaitė, ex ciclista su strada lituana
- 27 novembre - Bad Azz, rapper statunitense († 2019)
- 28 novembre - Denis Bećirović, politico bosniaco
- 28 novembre - Alfredo Bóia, ex calciatore portoghese
- 28 novembre - Ekaterina Dafovska, ex biatleta bulgara
- 28 novembre - Giovanni Donzelli, politico italiano
- 28 novembre - Eka Kurniawan, scrittore, giornalista e sceneggiatore indonesiano
- 28 novembre - Andy Linden, attore britannico
- 28 novembre - Sunny Mabrey, attrice, modella e comica statunitense
- 28 novembre - Park Sung-bae, ex calciatore sudcoreano
- 28 novembre - Leandro Planas, allenatore di calcio a 5 e ex giocatore di calcio a 5 argentino
- 28 novembre - Satyr, cantante e polistrumentista norvegese
- 28 novembre - Takashi Shimoda, allenatore di calcio e ex calciatore giapponese
- 28 novembre - Maurissa Tancharoen, attrice statunitense
- 29 novembre - Ģirts Ankipāns, ex hockeista su ghiaccio lettone
- 29 novembre - Emanuela Nicosia, ex cestista italiana
- 29 novembre - Reda Tukar, ex calciatore saudita
- 30 novembre - Abdallah Bah, ex calciatore guineano
- 30 novembre - Erika Bello, ex canottiera italiana
- 30 novembre - Mark Blount, ex cestista statunitense
- 30 novembre - Adriana Damato, soprano italiano
- 30 novembre - Onofrio Di Bella, militare italiano
- 30 novembre - Rosey Fletcher, ex snowboarder statunitense
- 30 novembre - Adnan Gušo, ex calciatore bosniaco
- 30 novembre - Gonzalo Martínez, ex calciatore colombiano
- 30 novembre - Mindy McCready, cantante statunitense († 2013)
- 30 novembre - Omar Milanetto, dirigente sportivo e ex calciatore italiano
- 30 novembre - Mehrdad Minavand, calciatore iraniano († 2021)
- 30 novembre - Sonia Prina, contralto italiano
- 30 novembre - Joseph-Berlioz Randriamihaja, ex ostacolista malgascio
- 30 novembre - IronE Singleton, attore statunitense
- 30 novembre - Ben Thatcher, ex calciatore inglese
- 30 novembre - Raffaele Andrea Viscuso, cantautore, compositore e produttore discografico italiano
- 30 novembre - Linda Wagenmakers, cantante olandese